# كريم وصفي
كريم وصفي أو كريم كنعان وصفي (من مواليد عام 1972 في القاهرة) هو قائد أوركسترا وعازف تشيلو وملحن عراقي - مصري. بدأ منذ عام 2007 في قيادة فرقة الأوركسترا السمفونية القومية العراقية في العاصِمة بغداد وقد اشتهرَ بعزفِ التشيلو في مواقع «هجمات تفجيرية إرهابية» على العاصمة العراقية بغداد بعد وقوعها بقليل تكريمًا لضحايا تلك الهجمات.

## الحياة المُبكّرة والتعليم
وُلد كريم كنعان وصفي عام 1972 في القاهرة. والده هو الفنان كنعان وصفي من أصل عراقي ووالدته مصرية. تعلّم عزف آلة التشيلو في وقتٍ مبكّرٍ. حصلَ على بكالوريوس الآداب في الفيزياء والفلسفة من جامعة القاهرة وماجستير في تكنولوجيا الموسيقى.

## المسيرة المهنيّة
بدأت حياته المهنية في الولايات المتحدة؛ حيث أطلق عليه البعض «روستروپوفيتش العراق». عادَ كريم إلى العراق بعد سقوط نظام صدام حسين ليُساهم في إعادة إحياء فرقة الأوركسترا السمفونية القومية العراقية.
راكَم خبرته في الدبلوماسية الثقافية منذ غزو العراق عام 2003، حيثُ استخدمَ الموسيقى والصوت والعلاج بالفن للشفاء الروحي والتكامل بين الثقافات وإزالة التطرف ومنع التوتر ومكافحة الإرهاب. حظيت أعماله ومبادراته بتغطيةٍ على نطاقٍ واسعٍ من قبل وسائل الإعلام الوطنية والدولية بما في ذلك بي بي سي وسي إن إن ونيويورك تايمز وفوربس والجزيرة كما انتشرت مقاطع فيديو له على يوتيوب وهو يعزف فيها الموسيقى في أعقاب الانفجارات التي هزّت العراق في فتراتٍ مختلفة. ظهرَ كريم على قناة الجزيرة وقال في معرضِ حديثه عن هذا الأمر: «إنّ الرعب والجنون الشنيع للهجمات الإرهابية يجب التغلب عليها عن طريق الجمال والإبداع والبراعة.»

## التكريمات والجوائز
أسس وصفي فرقة موسيقية عراقية للشباب تدربت مرة واحدة في السنة في أربيل وجمعت شبابًا من بغداد وإربيل وكركوك والموصل. أسّس في عام 2012 مؤسسة الفن للسلام ويشعلُ منصب رئيسها في الوقتِ الحالي. حازَ على جائزة «أفضل إنساني» لعام 2015 من قبل مجتمع الأعمال العالمي العربي، وحاز على جائزة آسيا لمغيري اللعبة لعام 2016 من جمعية آسيا ومؤسسة روكفلر. حصل على زمالة في مركز جنيف للسياسة الأمنية؛ كما يتولّى إدارة كلية جاكوبس للموسيقى بجامعة إنديانا.